# 寧斯佩特
寧斯佩特（Nunspeet）是荷蘭的一個市镇。寧斯佩特位於荷蘭中部，在行政區劃上屬於海爾德蘭省。寧斯佩特設立於1973年。

## 外部連結
- 维基共享资源上的相關多媒體資源：寧斯佩特
- 官方网站